# 박주민 (바둑 기사)
박주민(朴柱民, 1996년 10월 22일 ~ )은 대한민국의 바둑 기사이다.

## 약력
경기도 수원 출신이다. 이세돌 바둑 도장에서 바둑을 배웠다. 2009년부터 2016년까지 한국기원 연구생으로 활동했으며 2016 내셔널리그에서는 우승팀 서울 푸른돌에서 활약했다. 2017년 제139회 일반입단대회를 통해 입단했다. 2020년 2단을 거쳐 2021년 3단으로 승단했다.